# Ryglice (gmina)
Ryglice est une gmina mixte du powiat de Tarnów, Petite-Pologne, dans le sud de Pologne. Son siège est la ville de Ryglice, qui se situe environ 20 km au sud-est de Tarnów et 88 km à l'est de la capitale régionale Cracovie.
La gmina couvre une superficie de 116,81 km2 pour une population de 11 438 habitants.

## Géographie
Outre la ville de Ryglice, la gmina inclut les villages de Bistuszowa, Joniny, Kowalowa, Lubcza, Uniszowa, Wola Lubecka et Zalasowa.
La gmina borde les gminy de Jodłowa, Pilzno, Skrzyszów, Szerzyny et Tuchów.